# Ring of Fire: The Best of Johnny Cash
Ring of Fire: The Best of Johnny Cash è il sedicesimo album del cantante country Johnny Cash ed è il suo decimo album ad essere pubblicato dalla Columbia Records.
È stato originariamente pubblicato nell'agosto 1963 ed è stato ristampato il 7 febbraio 1995 senza bonus track. Questo album raccoglie brani da singoli e un EP pubblicatI tra il 1959 e il 1963, i primi anni di Cash sull'etichetta Columbia, e ha segnato la prima uscita di questi brani in formato LP, ad eccezione di "I Still Miss Someone", che era apparso in precedenza sull'album del 1958 The Fabulous Johnny Cash .

## Tracce
| No. | Titolo                                      | Autore                      | Versione originale                                  | Durata |
| --- | ------------------------------------------- | --------------------------- | --------------------------------------------------- | ------ |
| 1.  | Ring of Fire                                | June Carter , Merle Kilgore | Singolo lato A (aprile 1963)                        | 2:38   |
| 2.  | I'd Stil Be There                           | Johnny Cash, Johnny Horton  | Ring of Fire lato B (aprile 1963)                   | 2:34   |
| 3.  | What Do I Care                              | Cash                        | All Over Again B-side (settembre 1958)              | 2:07   |
| 4.  | I Still Miss Someone                        | Cash , Roy Cash             | Don't Take Your Guns to Town B-side (dicembre 1958) | 2:35   |
| 5.  | Forty Shades of Green                       | Cashi                       | The Rebel - Johnny Yuma lato B (aprile 1961)        | 2:54   |
| 6.  | Where You There When They Crucified My Lord | Tradizionale, Carter Family | Lato B Peace in the Valley (ottobre 1962)           | 3:56   |

| No. | Titolo                  | Autore                           | Versione originale                                            | Durata |
| --- | ----------------------- | -------------------------------- | ------------------------------------------------------------- | ------ |
| 1.  | The Rebel - Johnny Yuma | Richard Markowitz, Andrew Fenady | Johnny Cash Sings The Rebel - Johnny Yuma - EP (ottobre 1959) | 1:52   |
| 2.  | Bonanza                 | Jay Livingston , Ray Evans       | Singolo lato A (agosto 1962)                                  | 2:20   |
| 3.  | The Big Battle          | Cash                             | Singolo lato A (febbraio 1962)                                | 4:03   |
| 4.  | Remember the Alamo      | Jane Bowers                      | Johnny Cash Sings The Rebel - Johnny Yuma - EP (ottobre 1959) | 2:50   |
| 5.  | Tennessee Flat Top Box  | Cash                             | Singolo lato A (settembre 1961)                               | 3:00   |
| 6.  | Peace in the Valley     | Thomas A. Dorsey                 | Singolo lato A (ottobre 1962)                                 | 2:47   |

## Musicisti
- Johnny Cash - Voce
- Luther Perkins, Jack Clement, Norman Blake - Chitarra
- Marshall Grant - Basso
- Buddy Harman, W.S. Holland - Percussioni
- Bill Pursell - Piano
- Billy Lathum - Banjo
- Maybelle Carter - Autoharp
- Karl Garvin, Bill McElhiney - Tromba

### Altri collaboratori
- Don Law - Produttore
- Frank Jones - Produttore